# Oberlimberg
Oberlimberg ist ein Ortsteil der Gemeinde Wallerfangen im Saarland. 

## Geographie
Auf der linken Saarseite gegenüber der Stadt Dillingen/Saar erhebt sich ein halbinselartiges Bergmassiv aus Buntsandstein, der Limberg, der dem Saargau vorgelagert ist. In der Mitte erreicht er eine Höhe von 340 Metern. Der westlich von Oberlimberg liegende Graben wurde im 20. Jahrhundert „Landgraben“ genannt. Diesen Namen trägt auch eine Gaststätte in der Ortsmitte von Oberlimberg. Der Ort ist zu erreichen entweder vom Gemeindebezirk Wallerfangen (verlängerte Kirchhofstraße) oder vom Gemeindebezirk Gisingen (Oberlimberger Weg) aus. Die den Ort umgebenden Landschaftsschutzgebiete Limberg und Sonnental laden mit einem weitverzweigten Wegenetz zum Wandern ein. Jährlich am Karfreitag ist der Ort Anziehungspunkt vieler Besucher zum sogenannten Kässchmier-Essen.

## Geschichte
Oberlimberg wurde im 17. Jahrhundert gegründet, auch aus keltischer Zeit wurden Spuren gefunden, die jedoch keinem genauen Datum zuzuordnen sind.

Ortsansichten
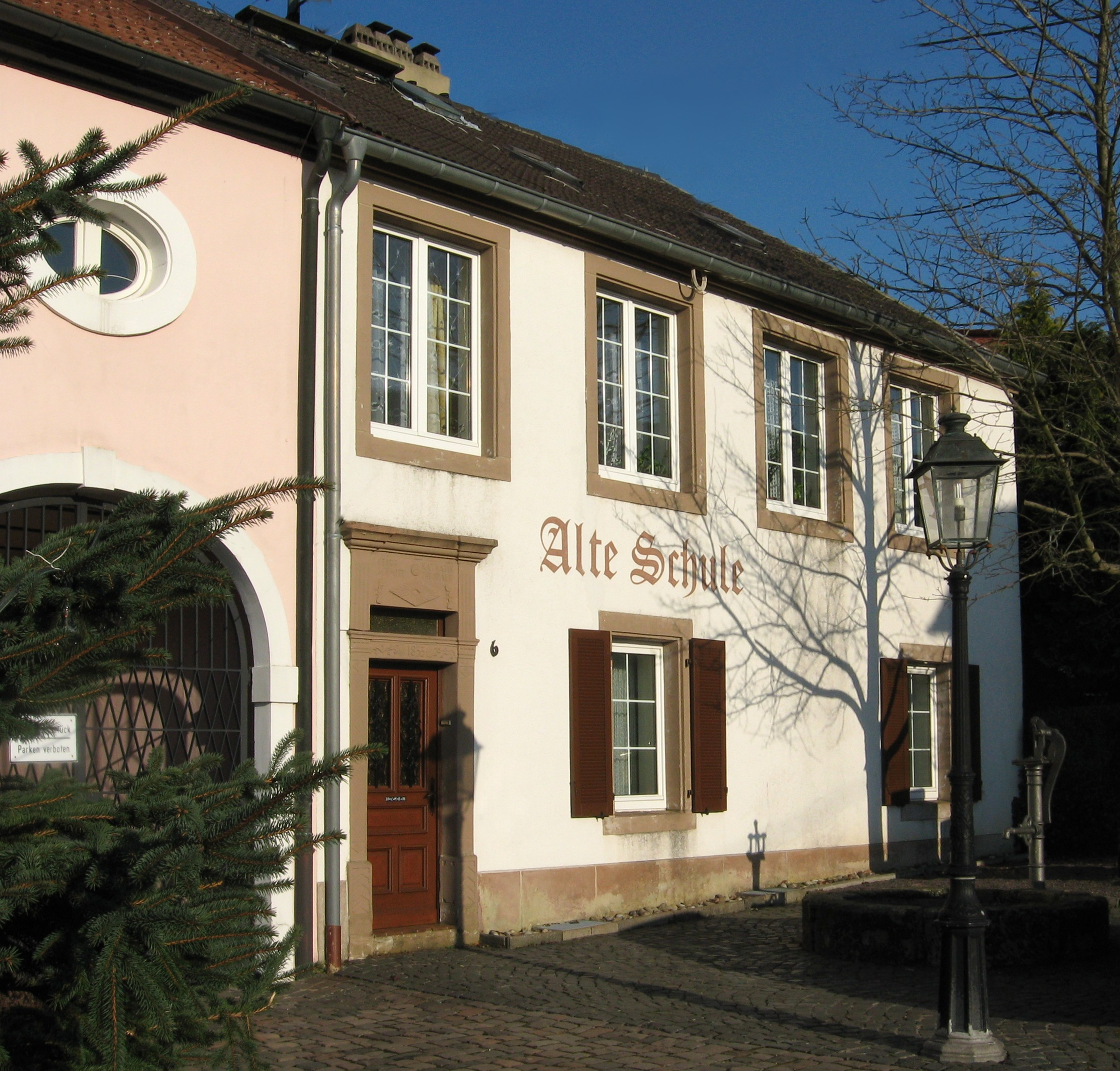
Alte Schule
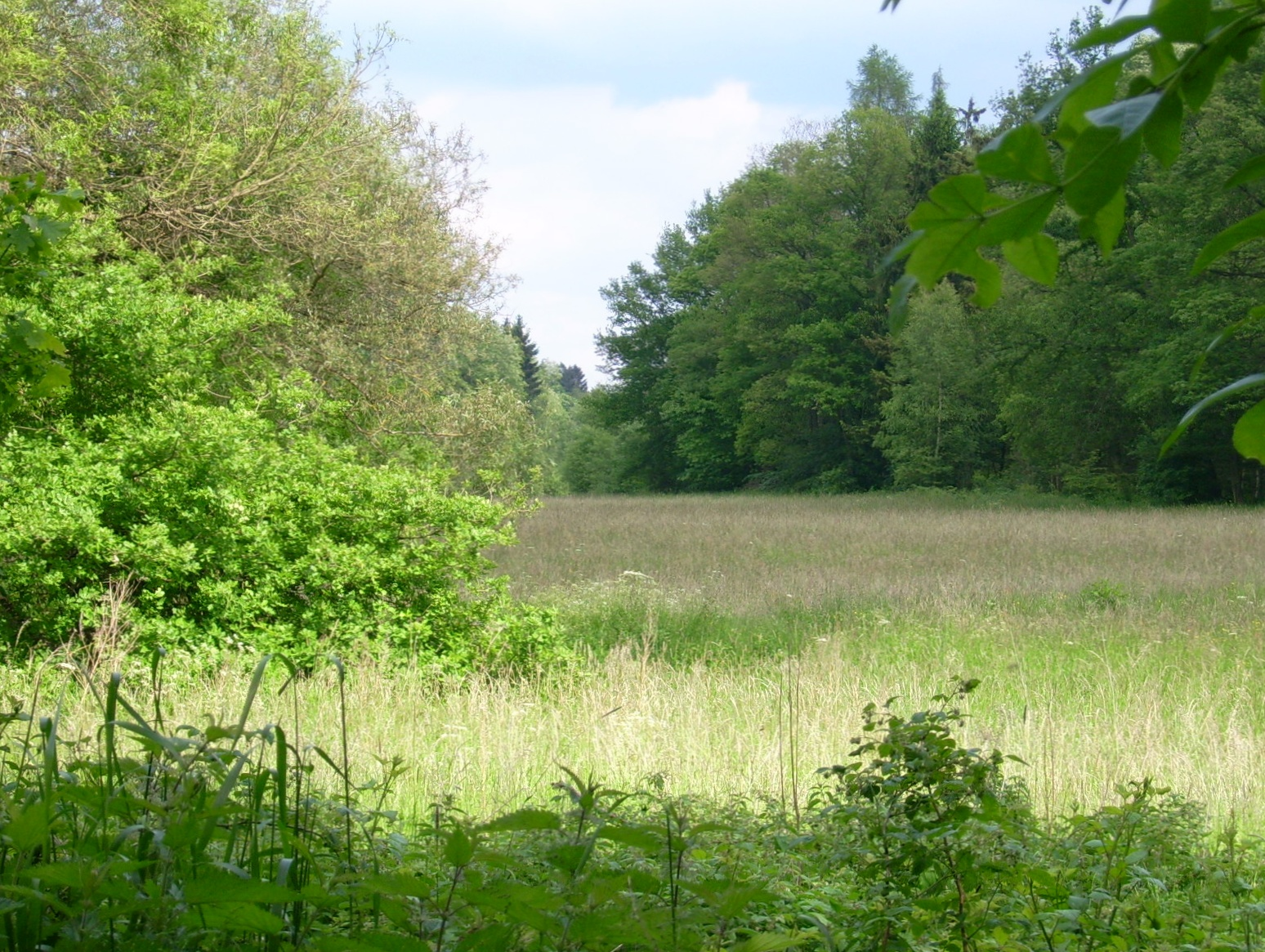
Sonnental
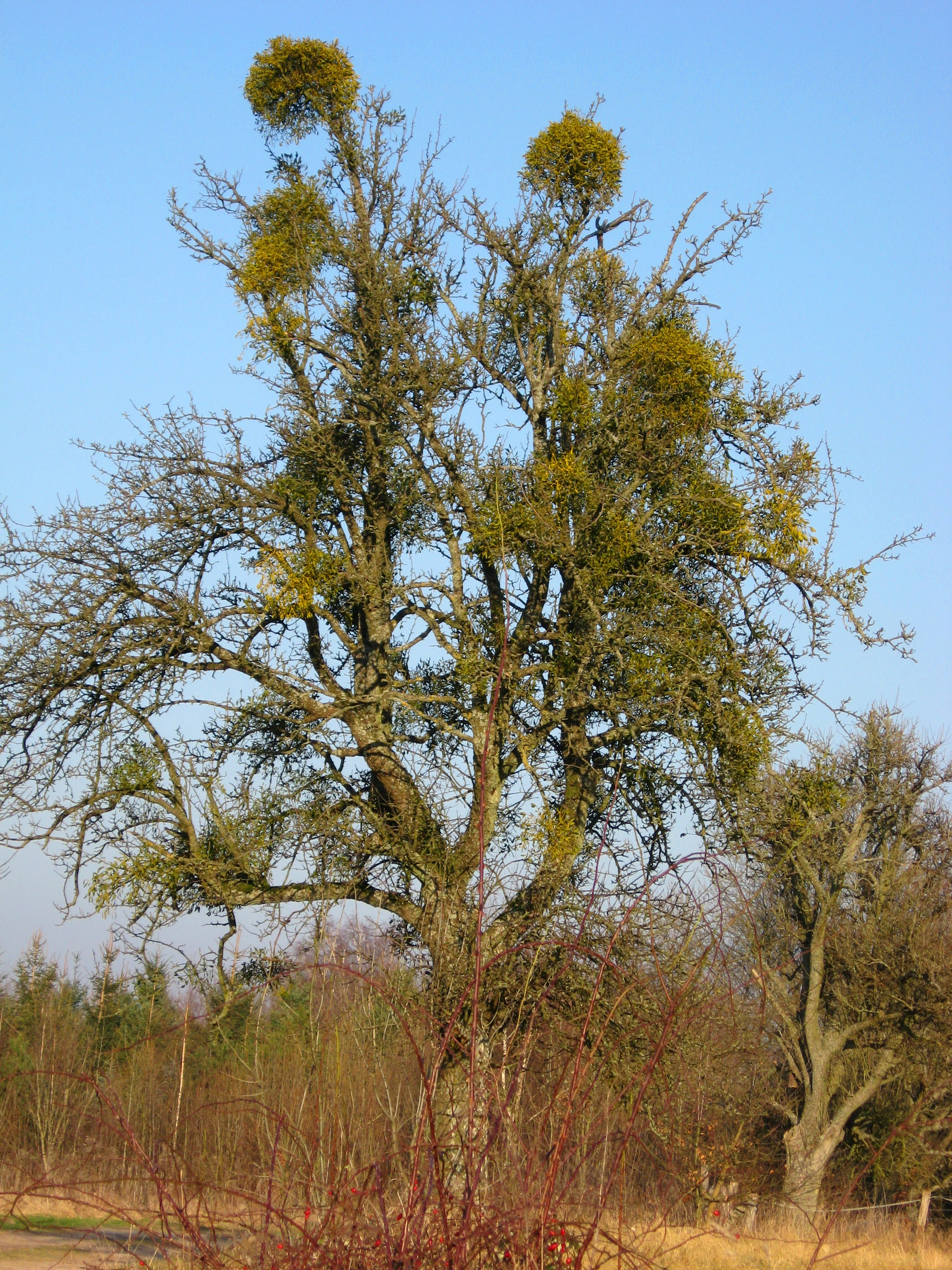
Obstwiesenbaum
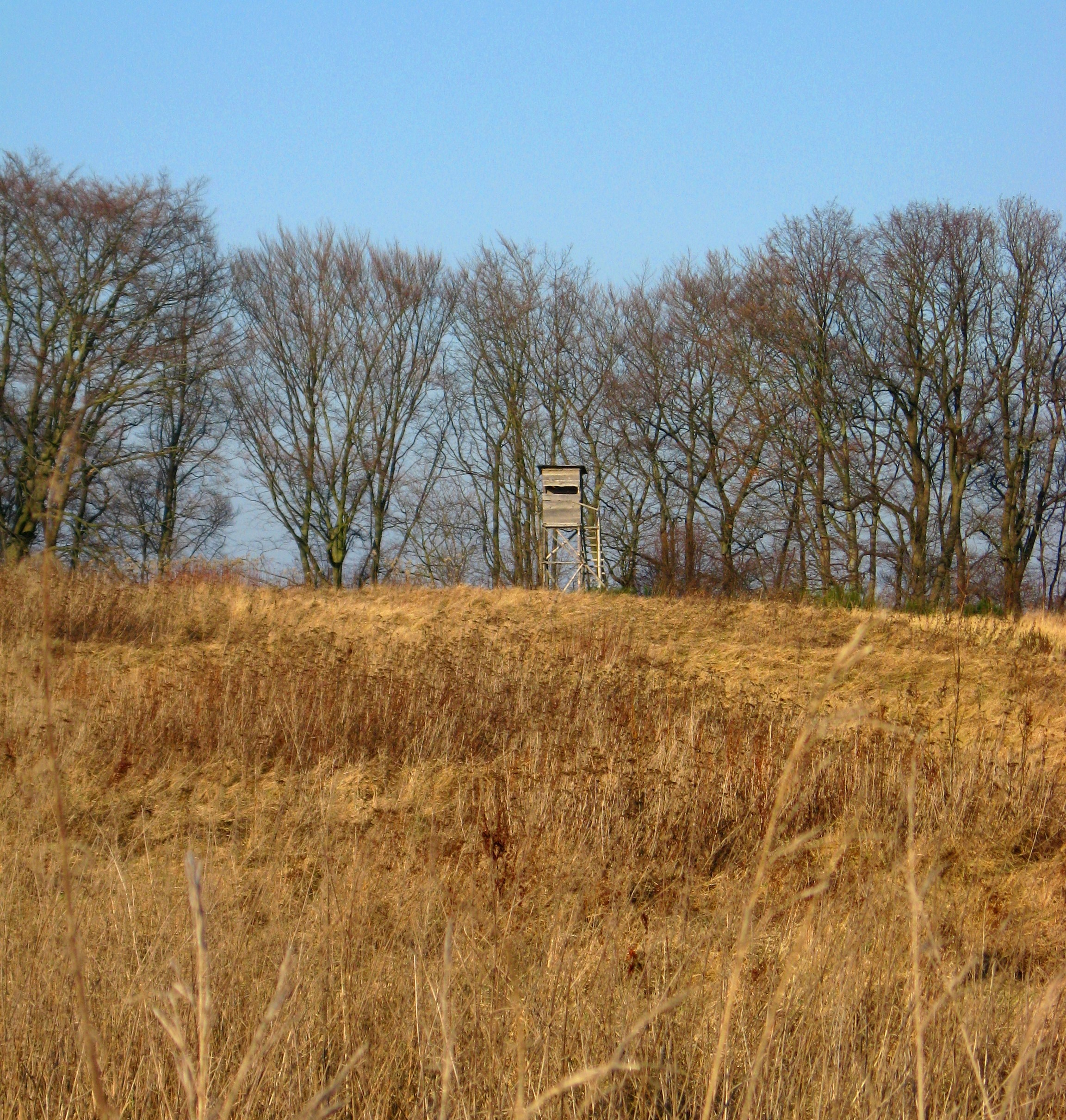
Feld in Ortsnähe

## Persönlichkeiten
- Carl Zenner (1899–1969), SS-Brigadeführer und Generalmajor der Polizei sowie ehrenamtlicher Richter am Volksgerichtshof und verurteilter Kriegsverbrecher